# 법가치론
법가치론(法價値論)은 법에 대한 가치적 고찰이다. 법의 가치는 직접으로는 정의(正義)이며, 이것은 도덕가치다운 선을 사회생활(인간관계)에 추급(推及)한 것이다. 그러므로 정의의 법가치에는 도덕가치와 사회가치가 결합해서 나타나고 있다. 
가치적 고찰에는 이러한 법가치의 인식이 어떻게 해서 가능한가의 방법론적인 고찰과 법가치 그 자체 및 법가치 체계를 기초로 하려는 철학적 고찰의 두 가지가 있다. 신칸트파의 사람들은 그 과학방법론 가운데서 전자를 취급하고 있으며, 특히 서남학파(西南學派)의 라드브루흐(Radbruch)는 법학을 가치관계적 방법의 것, 법철학을 가치 평가적 방법의 것으로 했다. 후자는 고래로 자연법론에 의해 대표적으로 논의되었으나, 근세까지의 대철학자의 윤리학 내지 도덕 철학 가운데 정의론으로서 설명되기도 했다. 
현대에 와서 주목할 만한 법가치론은 막스 할트쉘러 및 니콜라이 만의 실질적 가치론에 기(基)한 법철학이다. 실질적 가치론은 칸트의 형식윤리학을 극복하여 내용적 윤리학의 수립을 목표로 하고 있으며, 이성뿐 아니라 오히려 정서에 의해서 여러 가치를, 더욱이 상하의 체계 질서하에서 인식하려고 한다. 코잉(Helmut Coing)은 《법의 최고의 기본원리》 및 《법철학 요강》 가운데서 이 실질 가치의 윤리학에 기해서 법의 실질적 여러 가치 원리(정의·자연법·신의·성실 등)의 구명(究明)을 시도했다. 또 벨첼(H. Welzel)은 자연법을 법의 실질적 윤리가치, 즉 올바른 사회적 행위의 실질적 원리로서 설명했다. 다만 그것이 선천적으로 파악되는 것에는 반대하고 있다.